# Баришевський Антоній
Анто́ній Барише́вський (нар. 10 жовтня 1988, Київ, Україна) — провідний український піаніст, педагог. Переможець престижних фортепіанних конкурсів (І премія конкурсу Артура Рубінштейна, ІІ премія конкурсу Бузоні, І премія на конкурсі у м. Хаен).  

## Життєпис

### Ранні роки, навчання
Народився 10 жовтня 1988 року в Києві. У семирічному віці почав навчатися грати на фортепіано в музичній школі № 14 (у Аліни Соркіної та Рити Донської), а потім № 5 міста Києва. Після 7 класу вступив до Київської середньої спеціалізованої музичної школи-інтернату імені Миколи Лисенка. У 2007 році вступив до Національної музичної академії України ім. Чайковського, де навчався у класі заслуженого артиста України, професора Валерія Козлова. У 2015 році закінчив стажування в асистентурі НМАУ та навчання у класі Мар'яна Рибіцького у Консерваторії імені Альфреда Корто (École normale Alfred-Cortot) в Парижі. Брав майстер-класи у Альфреда Бренделя, Данієля Полака, Лілі Дорфман.
У 16 років Антоній став лауреатом Всеукраїнської програми «Людина року», а через рік взяв участь в молодіжному концерті Європейського Радіо в Мюнхені.

### Кар'єра
З 2012 до 2023 року — соліст Національної філармонії України. У 2020 році лауреат премії імені Левка Ревуцького за концертні програми академічної музики 2017—2019 років.
Брав участь у фестивалях Klavier-Festival Ruhr (2012, 2014, Німеччина), Projetto Martha Argerich (Лугано, Швейцарія, 2014), Busoni festival (Больцано, Італія, 2012), MusicaInsieme Fondazione (Болонья, 2017; Варіньяна, 2018), MDR Musicsommer Festival (Айзенах, Німеччина, 2015) та інших.
Зокрема, виступав на сценах Амстердамського Консертгебау, Концертного дому (Konzerthaus Berlin) та Берлінський філармонії, Kölner Philharmonie, Wigmore Hall у Лондоні, Муніципального театра Болоньї, Варшавській філармонії та інших. Виступав з оркестрами під керівництвом диригентів Ашера Фіша, Ховарда Гріффіца, Дугласа Бостока, Герда Альбрехта, Романа Кофмана, Маркуса Боша, Валентина Урюпіна, Оксани Линів, Кирила Карабиця, Фредеріка Шасліна, Анджея Борейка та багатьох інших.
Викладає, як запрошений професор Davidsbündler Music Academy. Постійний учасник літньої музичної академії Landesakademie в Оксенгаузені (Німеччина).
Антоній Баришевський записав диск із творами Мусоргського та Скрябіна на відомій студії звукозапису Naxos (2010). У 2021 році вийшов запис на львівській студії звукозапису «Голка» (Golka) із творами українських композиторів Святослава Луньова та Олексія Ретинського.
Піаніст активно виконує музику українських композиторів, зокрема: Бориса Лятошинського, Віталія Годзяцького, Валентина Сильвестрова, Володимира Загорцева, Святослава Луньова, Олексія Ретинського та Максима Шалигіна.
| Рік  | Назва                                                                     | Інші виконавці                                                         | Примітки                                   |
| ---- | ------------------------------------------------------------------------- | ---------------------------------------------------------------------- | ------------------------------------------ |
| 2010 | Piano recital. Scarlatti, Ravel, Debussy, Rachmaninov, Stravinsky, Mateos |                                                                        |                                            |
| 2015 | Mussorgsky & Scriabin                                                     |                                                                        |                                            |
| 2017 | Galina Ustvolskaya. Piano Sonatas No.1-6                                  |                                                                        |                                            |
| 2018 | Shostakovitch                                                             | Brandenburgusches Staatsorchester Frankfurt; Говард Ґріффітс, дириґент |                                            |
| 2018 | Boulanger: Hymne au soleil                                                | Ансамбль Orpheus; Міхаель Албер, дириґент                              |                                            |
| 2020 | O schöne Nacht. Romantische Chormusik                                     | Ансамбль Orpheus; Міхаель Албер, дириґент                              | Романтична хорова музика                   |
| 2019 | Chopin 24 Preludi Op. 28, 5 Mazurke, Scherzo N. 2 Op. 31                  |                                                                        |                                            |
| 2021 | Lunyov/ Retinsky                                                          |                                                                        |                                            |
| 2024 | Hugo Wolf Mörikelieder                                                    | Jan Willem Baljet, баритон                                             | Твори для голосу та фортепіано Гуго Вольфа |
| 2025 | ''TO ALL ALIVE''                                                          |                                                                        | фортепіанна музика М. Шалигіна             |

## Перемоги на конкурсах
Антоній Баришевський є лауреатом понад 20 національних та міжнародних конкурсів, зокрема:
- 2022 — переможець Міжнародного конкурсу піаністів NTD (Нью-Йорк, США)[7]
- 2020 — 2 премія на Міжнародному конкурсі «Santa Cecilia» (Порту, Португалія)[8]
- 2020 — 1 премія на Міжнародному фортепіанному конкурсі «Alexander Scriabin» (Гроссето, Італія)
- 2014 — 1 місце, золота медаль і спеціальний приз за найкраще виконання п'єси ізраїльського композитора на XIV Міжнародному конкурсі піаністів імені Артура Рубінштейна в Тель-Авіві (Ізраїль)[9][10]
- 2014 — 1 премія на VII Міжнародному конкурсі піаністів «Interlaken-Classics» в Берні (Швейцарія)[11]
- 2013 — 1 премія на Міжнародному конкурсі піаністів у Парижі (Франція);
- 2013 — 2 премія на Міжнародному конкурсі піаністів «Європейські фортепіанні вечори» (Люксембург)[12]
- 2013 — Гран-прі 13 Міжнародного конкурсу музики в Марокко (Касабланка, Марокко)[13]
- 2012 — 2 премія і Приз публіки на конкурсі «Гран-прі анімат» (Париж, Франція)[14]
- 2011 — 2 премія, Приз публіки і ще 2 спеціальні призи на 58 Міжнародному конкурсі піаністів ім. Бузоні (Больцано, Італія)[15]
- 2011 — 3 премія на 1 Міжнародному конкурсі піаністів у Патерні (Іспанія)[16]
- 2010 — музичний приз «Бруно-Фрай 2010» за видатні музичні досягнення (Німеччина);
- 2009 — 1 премія, Приз публіки і спеціальний приз на 51 Міжнародному конкурсі піаністів у місті Хаен (Іспанія)[17]
- 2008 — перша премія, Приз публіки і ще 3 спеціальні призи на Конкурсі піаністів пам'яті Ісидора Баіча в Нові-Саді (Сербія)[18]
- 2006 — перемога на 2 Міжнародному конкурсі піаністів Міжнародної літньої академії музики в Німеччині;
- 2005 — 2 премія і спеціальний приз Європейської федерації музичних конкурсів на Міжнародному конкурсі молодих піаністів пам'яті В. Горовиця в Києві[19]
- 2004 — 1 премія на Міжнародному конкурсі піаністів «Виконавець-композитор» (Санкт-Петербург).